# Лопес, Валериано
Валериано Ло́пес Мендиола (исп. Valeriano López Mendiola; 4 мая 1926, Касма — 16 апреля 1995, Кальяо) — перуанский футболист, нападающий. Один из трёх игроков в истории латиноамериканского футбола, который, по версии  МФФИИС, имеет более одного гола за матч (1,04 — 207 мячей в 199 играх) во встречах высших дивизионов национальных соревнований континента. Единственный игрок в истории чемпионата Колумбии, кто смог забивать голы в 12 матчах чемпионата подряд, по этому же показателю занимание седьмое место в мире.

## Карьера
Валериано Лопес родился в бедной семье, в которой помимо него было ещё 7 детей. Его отец работал на фабрике, производящей саман, а мать трудилась продавцом. Он родился в Касме, но затем семья переехала в город Уачо. Там же он начал играть в футбол, выступая за любительскую команду «Фаерстоун». В 1945 году его команда провела встречу с клубом «Спорт Бойз», в которой Лопес забил 5 голов. После этого, он быстро подписал контракт со «Спортом», в составе которого дебютировал в начале 1946 года 18 мая в матче с «Альянсой Лимой» (7:2), в котором забил уже на 5 минуте встречи, а всего в той игре забил 4 мяча. По другой версии его заметил президент клуба Хосе Арруэ Бурга, который присутствовал на матче сборной города Уачо и клуба «Сентро Икеньо», в котором Уачо проиграл 3:4, а Лопес забил все три гола своей команды. В первом же сезоне он стал лучшим бомбардиром чемпионата Перу с 22 голами, а клуб выиграл бронзовые медали. А затем Лопес ещё дважды подряд повторял своё бомбардирское достижение, забивая по 20 голов за первенство. Всего за этот период он забил 62 гола в 54 матчах.
За сборную Перу Лопес дебютировал в 1947 году, когда его вызвали в состав национальной команды для участия в чемпионате Южной Америки, где дебютировал 6 декабря, выйдя на замену вместо Теодоро Фернандеса во встрече с Парагваем. На турнире Валериано забил дважды, поразив ворота Чили 9 декабря (1:2) и Аргентины 11 декабря (2:3). В той же игре с Аргентиной форвард был удалён с поля, в результате чего в последующих играх выходил лишь на замену вместо Гильермо Вальдивьесо. В 1949 году Лопес, будучи трижды подряд лучшим бомбардиром чемпионата, был призван в состав команды на следующее южноамериканское первенство. Но он, за два дня до начала турнира, самовольно покинул расположение национальной команды, готовящейся к первенству на территории авицационной базы Лас-Пальмас, находящейся в Сурко. В результате чего Перуанская футбольная федерация приняла решение дисквалифицировать футболиста, и это решение распространялось не только на матчи сборной, но и на встречи национального первенства.
Из-за того, что Лопес не мог играть в матчах под эгидой ФИФА, он принял решение уехать в Колумбию в «Депортиво Кали», когда местный чемпионат вышел из контроля международной федерации. 13 августа он дебютировал в составе команды в матче с «Атлетико Букараманга» (6:1), где забил 2 гола. После этого он забивал ещё в 11 матчах подряд, доведя бомбардирский счёт до 23 голов. Эта серия является второй по длительности, после уругвайца Педро Янга в Южной Америке и седьмой в мире. Клуб с ним в составе завоевал серебряные медали первенства, а сам Валериано забил 24 гола за 14 матчей, став третьим бомбардиром чемпионата. В следующем году контракт Лопесу предложил мадридский «Реал», но перуанец отказался, не желая находится вдали от своей семьи. Руководство «Реала», чтобы не уезжать с пустыми руками предложило контракт другому форварду, выступавшему в Колумбии, Альфредо Ди Стефано. В том же году он забил 17 голов в 17 матчах, а его клуб завоевал бронзовые медали. В 1951 году Лопес сыграл за «Кали» 4 игры, где забил 2 гола. Всего в «Депортиво» Валериано забил 43 гола в 39 матчах, по другим данным в 36 матчах, лучшим из которых был разгром «Мильонариоса» 21 мая 1950 года со счётом 6:1. 
По окончании дисквалификации, Валериано возвратился на родину, вновь став игроком «Спорт Бойз». И в первом же сезоне форвард забил 31 гол, вновь став лучшим бомбардиром чемпионата, а его клуб впервые за 9 лет выиграл золотые медали первенства. При этом сам Лопес в одиночку забил голов больше, чем половина клубов-участников лиги. Любопытно, что перед решающей встречей последнего тура с «Депортиво Мунисипаль», набравшей равное количество очков со «Спорт Бойз» Валериано заявил вратарю соперников, его старому партнёру по сборной, Луису Суаресу: «Я сегодня забью три гола и стану чемпионом». В матче он сделал хет-трик, а его команда победила 3:2 и выиграла первенство. Валериано после игры подошёл к тому же вратарю и сказал: «Я сдержал своё слово». Годом позже он в составе сборной Перу поехал на первый Панамериканский чемпионат. Лопес стал лучшим бомбардиром турнира с семью голами, пять из которых он забил в матче команды с Панамой. После успеха на международной арене, Лопеса пригласил аргентинский клуб «Уракан». Он дебютировал 27 апреля в матче с «Росарио Сентраль», а 29 июня забил первый мяч за клуб, поразив ворота «Ривер Плейта» (2:3). За первый сезон он забил 8 мячей. Но перед началом второго сезона в клуб пришёл Рикардо Инфанте, вытеснивший перуанца из состава, который из-за этого сыграл лишь 4 встречи, по другим данным — 5 встреч. Всего за клуб форвард провёл 18 игр и забил 10 голов, по другим данным — 19 игр и 10 голов, по третьим — 20 матчей и 10 голов. 
В 1954 году Валериано возвратился в Перу, став игроком клуба «Альянса Лима». В первом же сезоне он стал чемпионом страны, а на следующий год повторил этот успех. По окончании сезона 1956 года, Лопес перешёл в клуб «Марискаль Кастилья», за которую провёл 5 игр и забил 4 гола. В том же году он поехал на свой второй чемпионат Чемпионат Южной Америки. Он вышел в стартовом составе в первой игре с Эквадором (2:1), но затем провёл лишь одну встречу с Уругваем (3:5), где вышел на замену. Всего за сборную страны он провёл 14 матчей и забил 9 голов В 1958 году форвард возвратился в «Спорт Бойз», но часто был травмирован, из-за чего играл мало и нерегулярно. По другим данным он продолжил играть за «Альянсу Лима», а в «Спорт» перешёл только в 1960 году. 18 декабря 1960 года нападающий провёл последний матч за «Спорт Бойз», в котором его клуб сыграл нулевую вничью с «Университарио». Последней командой в карьере Лопеса стал колумбийский клуб «Депортиво Кали», в котором он забил 4 гола в 5 матчах, по другим данным 4 гола в 8 матчах. в 1961 году. А позже был изгнан из команды за нарушение дисциплины.
Завершив игровую карьеру, Лопес не смог найти себя вне поля: он страдал от алкоголизма и анемии и умер в нищете. от инсульта в 1995 году. Именем Лопеса назвали стадион в Касме.

## Стиль игры
Лопес отличался отличной физической подготовкой, он был форвардом силового типа, его вес составлял 83 кг при 190 см роста, по другим данным — 188 см. Также он отлично играл головой, во многом благодаря своему высокому прыжку; его удары головой, по словам современников, были по силе равнозначны ударами ногой.

## Статистика
| Сезон | Клуб               | Лига    | Чемпионат | Чемпионат |
| Сезон | Клуб               | Лига    | Игры      | Голы      |
| ----- | ------------------ | ------- | --------- | --------- |
| 1946  | Спорт Бойз         | Примера | 19        | 22        |
| 1947  | Спорт Бойз         | Примера | 19        | 20        |
| 1948  | Спорт Бойз         | Примера | 17        | 20        |
| 1949  | Депортиво Кали     | Димайор | 14        | 24        |
| 1950  | Депортиво Кали     | Димайор | 17        | 17        |
| 1951  | Депортиво Кали     | Димайор | 4         | 2         |
| 1951  | Спорт Бойз         | Примера | 16        | 31        |
| 1952  | Уракан             | Примера | 15        | 8         |
| 1953  | Уракан             | Примера | 4         | 2         |
| 1954  | Альянса Лима       | Примера | ?         | ?         |
| 1955  | Альянса Лима       | Примера | ?         | 11        |
| 1956  | Альянса Лима       | Примера | ?         | ?         |
| 1957  | Марискаль Кастилья | Сегунда | 5         | 4         |
| 1958  | Альянса Лима       | Примера | ?         | ?         |
| 1959  | Альянса Лима       | Примера | ?         | ?         |
| 1960  | Спорт Бойз         | Примера | 11        | 7         |
| 1961  | Депортиво Кали     | Димайор | 8         | 4         |

## Достижения

### Командные
- Победитель Боливианских игр: 1947/1948
- Чемпион Перу: 1951, 1954, 1955

### Личные
- Лучший бомбардир чемпионата Перу: 1946 (22 гола), 1947 (20 голов), 1948 (20 голов), 1951 (31 гол)
- Лучший бомбардир футбольного турнира Боливианских игр: 1947/1948[3]
- Лучший бомбардир Панамериканского чемпионата: 1952 (7 голов)

## В искусстве
Валериано Лопес упоминается в нескольких произведениях. Певец Дагоберто Гарсия Рамос сочинил польку, которую так и назвал «Valeriano López». Поэт Артуро Коркуэра посвятил ему стихи.